# Liga Campionilor EHF Feminin 2017-2018 - grupele principale
Acest articol descrie al doilea tur al Ligii Campionilor EHF Feminin 2017-2018.

## Echipe calificate
Tabelul de mai jos precizează locurile în grupele preliminare de pe care echipele s-au calificat în grupele principale:
| Grupa | Câștigătoare  | Locul 2          | Locul 3        |
| ----- | ------------- | ---------------- | -------------- |
| A     | CSM București | Nykøbing Falster | RK Krim        |
| B     | Győri ETO KC  | Rostov-Don       | FC Midtjylland |
| C     | ŽRK Vardar    | Ferencvárosi TC  | Thüringer HC   |
| D     | Metz Handball | ŽRK Budućnost    | SG Bietigheim  |

## Format
În această fază au avansat primele trei echipe din fiecare grupă preliminară. Fiecare echipă și-a păstrat punctele și golaverajul obținute în meciurile directe contra celorlalte echipe calificate din grupă.
În cele două grupe principale echipele au jucat una împotriva celeilalte după sistemul fiecare cu fiecare, în meciuri tur și retur împotriva echipelor cu care nu s-au întâlnit încă. Echipele clasate pe primele patru locuri la sfârșitul acestei faze au avansat în sferturile de finală.

## Grupele
Partidele s-au desfășurat pe 26–28 ianuarie, 3–5 februarie, 10–11 februarie, 24–26 februarie, 2–4 martie și 10–11 martie 2018.

### Grupa 1
| Echipa            | M  | V | E | Î | GM  | GP  | G   | Pct |
| ----------------- | -- | - | - | - | --- | --- | --- | --- |
| Győri Audi ETO KC | 10 | 8 | 0 | 2 | 281 | 231 | +50 | 16  |
| Rostov-Don        | 10 | 7 | 1 | 2 | 266 | 232 | +34 | 15  |
| CSM București     | 10 | 6 | 1 | 3 | 282 | 246 | +36 | 13  |
| FC Midtjylland    | 10 | 2 | 2 | 6 | 226 | 251 | −25 | 6   |
| Nykøbing Falster  | 10 | 2 | 1 | 7 | 240 | 284 | −44 | 5   |
| RK Krim           | 10 | 2 | 1 | 7 | 243 | 294 | −51 | 5   |

| 26 ianuarie 2018 20:30 | CSM București | 28 - 22 | Győri Audi ETO KC | Sala Polivalentă, București Asistență: 5.000 Arbitri: Caçador, Nicolau |
| 26 ianuarie 2018 20:30 | Kurtović 8    | (13-11) | Mørk 8            | Sala Polivalentă, București Asistență: 5.000 Arbitri: Caçador, Nicolau |
| 26 ianuarie 2018 20:30 | 1× 2×         | Cronică | 1× 3×             | Sala Polivalentă, București Asistență: 5.000 Arbitri: Caçador, Nicolau |

| 28 ianuarie 2018 15:30 | Nykøbing Falster | 25 - 29 | Rostov-Don         | POWER ARENA, Nykøbing Falster Asistență: 2.325 Arbitri: Erdoğan, Özdeniz |
| 28 ianuarie 2018 15:30 | Westberg 6       | (13-15) | Ilina, Viahireva 5 | POWER ARENA, Nykøbing Falster Asistență: 2.325 Arbitri: Erdoğan, Özdeniz |
| 28 ianuarie 2018 15:30 | 2×               | Cronică | 3×                 | POWER ARENA, Nykøbing Falster Asistență: 2.325 Arbitri: Erdoğan, Özdeniz |

| 28 ianuarie 2018 19:00 | RK Krim            | 24 - 23 | FC Midtjylland | Sportna dvorana Kodeljevo, Ljubljana Asistență: 1.700 Arbitri: Brehmer, Skowronek |
| 28 ianuarie 2018 19:00 | Omoregie, Stanko 6 | (11-11) | Kristiansen 8  | Sportna dvorana Kodeljevo, Ljubljana Asistență: 1.700 Arbitri: Brehmer, Skowronek |
| 28 ianuarie 2018 19:00 | 3× 4×              | Cronică | 2× 4×          | Sportna dvorana Kodeljevo, Ljubljana Asistență: 1.700 Arbitri: Brehmer, Skowronek |

| 3 februarie 2018 16:00 | Rostov-Don | 29 - 22 | RK Krim    | Palatul Sporturilor „Rostov Don”, Rostov-pe-Don Asistență: 1.950 Arbitri: Vranes, Wenninger |
| 3 februarie 2018 16:00 | Dembélé 8  | (13-10) | Omoregie 8 | Palatul Sporturilor „Rostov Don”, Rostov-pe-Don Asistență: 1.950 Arbitri: Vranes, Wenninger |
| 3 februarie 2018 16:00 | 5× 3×      | Cronică | 4× 3×      | Palatul Sporturilor „Rostov Don”, Rostov-pe-Don Asistență: 1.950 Arbitri: Vranes, Wenninger |

| 4 februarie 2018 15:00 | FC Midtjylland | 26 - 31 | CSM București | Ikast-Brande Arena, Ikast Asistență: 2.580 Arbitri: Mitrović, Kažanegra |
| 4 februarie 2018 15:00 | Pedersen 6     | (13-16) | Neagu 10      | Ikast-Brande Arena, Ikast Asistență: 2.580 Arbitri: Mitrović, Kažanegra |
| 4 februarie 2018 15:00 | 5× 3×          | Cronică | 5× 2×         | Ikast-Brande Arena, Ikast Asistență: 2.580 Arbitri: Mitrović, Kažanegra |

| 5 februarie 2018 19:00 | Győri Audi ETO KC | 32 - 23 | Nykøbing Falster | Audi Aréna, Győr Asistență: 5.116 Arbitri: Nikolić, Stojković |
| 5 februarie 2018 19:00 | Groot, Mørk 8     | (14-9)  | Westberg 6       | Audi Aréna, Győr Asistență: 5.116 Arbitri: Nikolić, Stojković |
| 5 februarie 2018 19:00 | 2× 3×             | Cronică | 1× 3×            | Audi Aréna, Győr Asistență: 5.116 Arbitri: Nikolić, Stojković |

| 10 februarie 2018 19:00 | RK Krim  | 21 - 32 | Győri Audi ETO KC | Sportna dvorana Kodeljevo, Ljubljana Asistență: 1.680 Arbitri: Gasmi, Gasmi |
| 10 februarie 2018 19:00 | Stanko 5 | (12-15) | Tomori 6          | Sportna dvorana Kodeljevo, Ljubljana Asistență: 1.680 Arbitri: Gasmi, Gasmi |
| 10 februarie 2018 19:00 | 2× 3×    | Cronică | 4×                | Sportna dvorana Kodeljevo, Ljubljana Asistență: 1.680 Arbitri: Gasmi, Gasmi |

| 11 februarie 2018 16:50 | Nykøbing Falster | 21 - 21 | FC Midtjylland | POWER ARENA, Nykøbing Falster Asistență: 2.560 Arbitri: Schulze, Tönnies |
| 11 februarie 2018 16:50 | Iversen 5        | (11-10) | Burgaard 8     | POWER ARENA, Nykøbing Falster Asistență: 2.560 Arbitri: Schulze, Tönnies |
| 11 februarie 2018 16:50 | 5× 4×            | Cronică | 5× 1×          | POWER ARENA, Nykøbing Falster Asistență: 2.560 Arbitri: Schulze, Tönnies |

| 11 februarie 2018 18:00 | CSM București     | 22 - 22 | Rostov-Don  | Sala Polivalentă, București Asistență: 5.000 Arbitri: Bonaventura, Bonaventura |
| 11 februarie 2018 18:00 | Kurtović, Neagu 5 | (11-12) | Viahireva 4 | Sala Polivalentă, București Asistență: 5.000 Arbitri: Bonaventura, Bonaventura |
| 11 februarie 2018 18:00 | 2×                | Cronică | 4× 2× 1×    | Sala Polivalentă, București Asistență: 5.000 Arbitri: Bonaventura, Bonaventura |

| 24 februarie 2018 16:00 | Rostov-Don  | 32 - 22 | Nykøbing Falster      | Palatul Sporturilor „Rostov Don”, Rostov-pe-Don Asistență: 3.000 Arbitri: Ilieva, Karbeska |
| 24 februarie 2018 16:00 | Viahireva 8 | (14-13) | Lundbye Kristiansen 7 | Palatul Sporturilor „Rostov Don”, Rostov-pe-Don Asistență: 3.000 Arbitri: Ilieva, Karbeska |
| 24 februarie 2018 16:00 | 3×          | Cronică | 2×                    | Palatul Sporturilor „Rostov Don”, Rostov-pe-Don Asistență: 3.000 Arbitri: Ilieva, Karbeska |

| 25 februarie 2018 15:00 | FC Midtjylland | 24 - 24 | RK Krim    | Ikast-Brande Arena, Ikast Asistență: 1.541 Arbitri: Christidi, Papamattheou |
| 25 februarie 2018 15:00 | Augustesen 7   | (12-13) | Omoregie 7 | Ikast-Brande Arena, Ikast Asistență: 1.541 Arbitri: Christidi, Papamattheou |
| 25 februarie 2018 15:00 | 2× 4×          | Cronică | 2× 3×      | Ikast-Brande Arena, Ikast Asistență: 1.541 Arbitri: Christidi, Papamattheou |

| 26 februarie 2018 19:00 | Győri Audi ETO KC | 28 - 24 | CSM București    | Audi Aréna, Győr Asistență: 5.409 Arbitri: Mandák, Rudinský |
| 26 februarie 2018 19:00 | Görbicz 10        | (13-11) | Gulldén, Neagu 6 | Audi Aréna, Győr Asistență: 5.409 Arbitri: Mandák, Rudinský |
| 26 februarie 2018 19:00 | 4× 3×             | Cronică | 2×               | Audi Aréna, Győr Asistență: 5.409 Arbitri: Mandák, Rudinský |

| 3 martie 2018 13:30 | Nykøbing Falster | 24 - 32 | Győri Audi ETO KC | POWER ARENA, Nykøbing Falster Asistență: 2.375 Arbitri: Mata, López |
| 3 martie 2018 13:30 | Westberg 7       | (10-17) | Groot 7           | POWER ARENA, Nykøbing Falster Asistență: 2.375 Arbitri: Mata, López |
| 3 martie 2018 13:30 | 3×               | Cronică | 3×                | POWER ARENA, Nykøbing Falster Asistență: 2.375 Arbitri: Mata, López |

| 3 martie 2018 19:30 | RK Krim  | 26 - 35 | Rostov-Don | Sportna dvorana Kodeljevo, Ljubljana Asistență: 1,400 Arbitri: Antić, Jakovljević |
| 3 martie 2018 19:30 | Stanko 6 | (12-21) | Dembélé 7  | Sportna dvorana Kodeljevo, Ljubljana Asistență: 1,400 Arbitri: Antić, Jakovljević |
| 3 martie 2018 19:30 | 1× 2×    | Cronică | 2×         | Sportna dvorana Kodeljevo, Ljubljana Asistență: 1,400 Arbitri: Antić, Jakovljević |

| 4 martie 2018 15:45 | CSM București     | 29 - 24 | FC Midtjylland | Sala Polivalentă, București Asistență: 5.000 Arbitri: Panayides, Andreou |
| 4 martie 2018 15:45 | Kurtović, Neagu 6 | (13-12) | Kristiansen 6  | Sala Polivalentă, București Asistență: 5.000 Arbitri: Panayides, Andreou |
| 4 martie 2018 15:45 | 2×                | Cronică | 4× 3×          | Sala Polivalentă, București Asistență: 5.000 Arbitri: Panayides, Andreou |

| 10 martie 2018 16:00 | Rostov-Don            | 25 - 24 | CSM București | Palatul Sporturilor „Rostov Don”, Rostov-pe-Don Asistență: 2.900 Arbitri: Brehmer, Skowronek |
| 10 martie 2018 16:00 | Dembélé, Managarova 4 | (9-12)  | Neagu 6       | Palatul Sporturilor „Rostov Don”, Rostov-pe-Don Asistență: 2.900 Arbitri: Brehmer, Skowronek |
| 10 martie 2018 16:00 | 3× 4× 1×              | Cronică | 2× 3×         | Palatul Sporturilor „Rostov Don”, Rostov-pe-Don Asistență: 2.900 Arbitri: Brehmer, Skowronek |

| 10 martie 2018 17:30 | Győri Audi ETO KC | 34 - 25 | RK Krim | Audi Aréna, Győr Asistență: 5.172 Arbitri: Mitrevski, Todorovski |
| 10 martie 2018 17:30 | Oftedal 11        | (17-12) | Koren 9 | Audi Aréna, Győr Asistență: 5.172 Arbitri: Mitrevski, Todorovski |
| 10 martie 2018 17:30 | 4× 1×             | Cronică | 4× 3×   | Audi Aréna, Győr Asistență: 5.172 Arbitri: Mitrevski, Todorovski |

| 10 martie 2018 19:00 | FC Midtjylland | 24 - 20 | Nykøbing Falster | Ikast-Brande Arena, Ikast Asistență: 2.254 Arbitri: Carvalho, Freitas |
| 10 martie 2018 19:00 | Burgaard 7     | (10-9)  | Westberg 8       | Ikast-Brande Arena, Ikast Asistență: 2.254 Arbitri: Carvalho, Freitas |
| 10 martie 2018 19:00 | 1× 4×          | Cronică | 4× 2×            | Ikast-Brande Arena, Ikast Asistență: 2.254 Arbitri: Carvalho, Freitas |

### Grupa a 2-a
| Echipa            | M  | V | E | Î | GM  | GP  | G   | Pct |
| ----------------- | -- | - | - | - | --- | --- | --- | --- |
| ŽRK Vardar        | 10 | 9 | 0 | 1 | 301 | 245 | +56 | 18  |
| Metz Handball     | 10 | 7 | 0 | 3 | 269 | 256 | +13 | 14  |
| Ferencvárosi TC   | 10 | 6 | 0 | 4 | 282 | 265 | +17 | 12  |
| ŽRK Budućnost     | 10 | 4 | 0 | 6 | 251 | 260 | −9  | 8   |
| Thüringer HC      | 10 | 2 | 0 | 8 | 257 | 282 | −25 | 4   |
| SG BBM Bietigheim | 10 | 2 | 0 | 8 | 242 | 294 | −52 | 4   |

| 27 ianuarie 2018 14:00 | Thüringer HC | 28 - 26 | SG BBM Bietigheim | Wiedigsburghalle, Nordhausen Asistență: 1.400 Arbitri: Kurtagić, Wetterwik |
| 27 ianuarie 2018 14:00 | Luzumová 10  | (12-8)  | trei jucătoare 5  | Wiedigsburghalle, Nordhausen Asistență: 1.400 Arbitri: Kurtagić, Wetterwik |
| 27 ianuarie 2018 14:00 | 6× 4× 1×     | Cronică | 8× 4×             | Wiedigsburghalle, Nordhausen Asistență: 1.400 Arbitri: Kurtagić, Wetterwik |

| 27 ianuarie 2018 17:30 | ŽRK Vardar | 29 - 23 | Metz Handball | Jane Sandanski Arena, Skopje Asistență: 3.800 Arbitri: Tzaferopoulos, Bethmann |
| 27 ianuarie 2018 17:30 | Cvijić 7   | (15-9)  | Sajka 6       | Jane Sandanski Arena, Skopje Asistență: 3.800 Arbitri: Tzaferopoulos, Bethmann |
| 27 ianuarie 2018 17:30 | 2× 3×      | Cronică | 3×            | Jane Sandanski Arena, Skopje Asistență: 3.800 Arbitri: Tzaferopoulos, Bethmann |

| 28 ianuarie 2018 15:00 | FTC-Rail Cargo Hungaria | 34 - 26 | ŽRK Budućnost | OBO Aréna, Dabas Asistență: 2.400 Arbitri: Brkić, Jusufhodžić |
| 28 ianuarie 2018 15:00 | van der Heijden 7       | (19-18) | Grbić 5       | OBO Aréna, Dabas Asistență: 2.400 Arbitri: Brkić, Jusufhodžić |
| 28 ianuarie 2018 15:00 | 3× 2×                   | Cronică | 3×            | OBO Aréna, Dabas Asistență: 2.400 Arbitri: Brkić, Jusufhodžić |

| 3 februarie 2018 19:00 | ŽRK Budućnost | 29 - 21 | Thüringer HC | Centrul Sportiv Morača, Podgorica Asistență: 1.750 Arbitri: Baranowski, Lemanowicz |
| 3 februarie 2018 19:00 | Malović 7     | (15-14) | Luzumová 8   | Centrul Sportiv Morača, Podgorica Asistență: 1.750 Arbitri: Baranowski, Lemanowicz |
| 3 februarie 2018 19:00 | 1× 3×         | Cronică | 3× 4×        | Centrul Sportiv Morača, Podgorica Asistență: 1.750 Arbitri: Baranowski, Lemanowicz |

| 4 februarie 2018 17:00 | SG BBM Bietigheim      | 26 - 38 | ŽRK Vardar        | Arena Ludwigsburg, Ludwigsburg Asistență: 1.581 Arbitri: Alpaidze, Berezkina |
| 4 februarie 2018 17:00 | Lauenroth, Rozemalen 7 | (14-16) | Cvijić, Penezić 8 | Arena Ludwigsburg, Ludwigsburg Asistență: 1.581 Arbitri: Alpaidze, Berezkina |
| 4 februarie 2018 17:00 | 1× 3×                  | Cronică | 2× 1×             | Arena Ludwigsburg, Ludwigsburg Asistență: 1.581 Arbitri: Alpaidze, Berezkina |

| 4 februarie 2018 17:00 | Metz Handball | 27 - 25 | FTC-Rail Cargo Hungaria | Arènes de Metz, Metz Asistență: 4.500 Arbitri: Arntsen, Røen |
| 4 februarie 2018 17:00 | Gros 10       | (13-10) | Lukács 7                | Arènes de Metz, Metz Asistență: 4.500 Arbitri: Arntsen, Røen |
| 4 februarie 2018 17:00 | 3× 2×         | Cronică | 3×                      | Arènes de Metz, Metz Asistență: 4.500 Arbitri: Arntsen, Røen |

| 10 februarie 2018 15:00 | ŽRK Vardar | 31 - 24 | ŽRK Budućnost | Jane Sandanski Arena, Skopje Asistență: 3.000 Arbitri: Kijauskaitė, Žalienė |
| 10 februarie 2018 15:00 | Penezić 8  | (19-8)  | Brnović 6     | Jane Sandanski Arena, Skopje Asistență: 3.000 Arbitri: Kijauskaitė, Žalienė |
| 10 februarie 2018 15:00 | 4× 3×      | Cronică | 7× 3×         | Jane Sandanski Arena, Skopje Asistență: 3.000 Arbitri: Kijauskaitė, Žalienė |

| 10 februarie 2018 16:30 | FTC-Rail Cargo Hungaria | 31 - 22 | SG BBM Bietigheim | OBO Aréna, Dabas Asistență: 2.400 Arbitri: Panayides, Andreou |
| 10 februarie 2018 16:30 | van der Heijden 5       | (14-8)  | Lauenroth 8       | OBO Aréna, Dabas Asistență: 2.400 Arbitri: Panayides, Andreou |
| 10 februarie 2018 16:30 | 2× 3×                   | Cronică | 3×                | OBO Aréna, Dabas Asistență: 2.400 Arbitri: Panayides, Andreou |

| 11 februarie 2018 14:00 | Thüringer HC | 29 - 31 | Metz Handball | Wiedigsburghalle, Nordhausen Asistență: 1.500 Arbitri: Hermann, Madsen |
| 11 februarie 2018 14:00 | Luzumová 12  | (14-15) | Smits 10      | Wiedigsburghalle, Nordhausen Asistență: 1.500 Arbitri: Hermann, Madsen |
| 11 februarie 2018 14:00 | 2×           | Cronică | 4× 3×         | Wiedigsburghalle, Nordhausen Asistență: 1.500 Arbitri: Hermann, Madsen |

| 24 februarie 2018 19:30 | ŽRK Budućnost | 23 - 24 | FTC-Rail Cargo Hungaria | Complexul Sportiv Zvezdnîi, Astrahan Asistență: 2.100 Arbitri: Zotin, Volodkov |
| 24 februarie 2018 19:30 | Raičević 8    | (12-12) | trei jucătoare 4        | Complexul Sportiv Zvezdnîi, Astrahan Asistență: 2.100 Arbitri: Zotin, Volodkov |
| 24 februarie 2018 19:30 | 1× 3×         | Cronică | 4×                      | Complexul Sportiv Zvezdnîi, Astrahan Asistență: 2.100 Arbitri: Zotin, Volodkov |

| 25 februarie 2018 15:00 | Metz Handball | 24 - 22 | ŽRK Vardar | Arènes de Metz, Metz Asistență: 4.500 Arbitri: Leszczyński, Piechota |
| 25 februarie 2018 15:00 | Zaadi Deuna 8 | (10-10) | Lekić 5    | Arènes de Metz, Metz Asistență: 4.500 Arbitri: Leszczyński, Piechota |
| 25 februarie 2018 15:00 | 2× 3×         | Cronică | 4× 3×      | Arènes de Metz, Metz Asistență: 4.500 Arbitri: Leszczyński, Piechota |

| 25 februarie 2018 17:00 | SG BBM Bietigheim | 21 - 34 | Thüringer HC | Arena Ludwigsburg, Ludwigsburg Asistență: 1.187 Arbitri: Bennani, Bennani |
| 25 februarie 2018 17:00 | Lauenroth 5       | (13-17) | Luzumová 10  | Arena Ludwigsburg, Ludwigsburg Asistență: 1.187 Arbitri: Bennani, Bennani |
| 25 februarie 2018 17:00 | 2× 3×             | Cronică | 3× 2×        | Arena Ludwigsburg, Ludwigsburg Asistență: 1.187 Arbitri: Bennani, Bennani |

| 2 martie 2018 19:00 | ŽRK Vardar | 30 - 22 | SG BBM Bietigheim | Jane Sandanski Arena, Skopje Asistență: 2.500 Arbitri: Vranes, Wenninger |
| 2 martie 2018 19:00 | Lekić 8    | (13-8)  | trei jucătoare 4  | Jane Sandanski Arena, Skopje Asistență: 2.500 Arbitri: Vranes, Wenninger |
| 2 martie 2018 19:00 | 2× 1×      | Cronică | 5× 4×             | Jane Sandanski Arena, Skopje Asistență: 2.500 Arbitri: Vranes, Wenninger |

| 3 martie 2018 15:00 | FTC-Rail Cargo Hungaria | 29 - 27 | Metz Handball    | OBO Aréna, Dabas Asistență: 2.498 Arbitri: Lah, Sok |
| 3 martie 2018 15:00 | trei jucătoare 6        | (13-9)  | trei jucătoare 5 | OBO Aréna, Dabas Asistență: 2.498 Arbitri: Lah, Sok |
| 3 martie 2018 15:00 | 6× 3× 1×                | Cronică | 2× 1×            | OBO Aréna, Dabas Asistență: 2.498 Arbitri: Lah, Sok |

| 4 martie 2018 14:00 | Thüringer HC   | 24 - 25 | ŽRK Budućnost | Wiedigsburghalle, Nordhausen Asistență: 1.500 Arbitri: Brunovský, Čanda |
| 4 martie 2018 14:00 | Niederwieser 7 | (11-12) | Jauković 7    | Wiedigsburghalle, Nordhausen Asistență: 1.500 Arbitri: Brunovský, Čanda |
| 4 martie 2018 14:00 | 2×             | Cronică | 4× 3×         | Wiedigsburghalle, Nordhausen Asistență: 1.500 Arbitri: Brunovský, Čanda |

| 10 martie 2018 19:30 | ŽRK Budućnost | 25 - 30 | ŽRK Vardar | Centrul Sportiv Morača, Podgorica Asistență: 2.300 Arbitri: Brunner, Salah |
| 10 martie 2018 19:30 | Raičević 10   | (12-15) | Penezić 10 | Centrul Sportiv Morača, Podgorica Asistență: 2.300 Arbitri: Brunner, Salah |
| 10 martie 2018 19:30 | 7× 2×         | Cronică | 6× 3×      | Centrul Sportiv Morača, Podgorica Asistență: 2.300 Arbitri: Brunner, Salah |

| 11 martie 2018 17:00 | SG BBM Bietigheim | 27 - 23 | FTC-Rail Cargo Hungaria | Arena Ludwigsburg, Ludwigsburg Asistență: 1.395 Arbitri: Bethmann, Tzaferopoulos |
| 11 martie 2018 17:00 | Hundahl, Woller 5 | (16-11) | Jovanović 7             | Arena Ludwigsburg, Ludwigsburg Asistență: 1.395 Arbitri: Bethmann, Tzaferopoulos |
| 11 martie 2018 17:00 | 1× 2×             | Cronică | 4×                      | Arena Ludwigsburg, Ludwigsburg Asistență: 1.395 Arbitri: Bethmann, Tzaferopoulos |

| 11 martie 2018 17:00 | Metz Handball | 35 - 29 | Thüringer HC | Arènes de Metz, Metz Asistență: 4.159 Arbitri: Alpaidze, Berezkina |
| 11 martie 2018 17:00 | Houette 8     | (17-19) | Luzumová 9   | Arènes de Metz, Metz Asistență: 4.159 Arbitri: Alpaidze, Berezkina |
| 11 martie 2018 17:00 | 1× 3×         | Cronică | 2× 3×        | Arènes de Metz, Metz Asistență: 4.159 Arbitri: Alpaidze, Berezkina |